# Amenemope (ägyptische Mythologie)
Amenemope (altägyptisch Amen-em-ipet) war eine altägyptische Gottheit, die seit der 18. Dynastie in der Erscheinungsform von Min-Kamutef auch als Amun-Min verehrt wurde.

## Darstellung und Funktionen
Amenemope wurde als tragbare thronende Statue dargestellt, die mit einem Tuch soweit verhüllt war, dass nur noch der Kopf sichtbar ist. Zu Beginn einer jeden Dekade fuhr er von Luxor nach Djee (Medinet Habu), um dort den begrabenen Urgöttern ein Pflanzenopfer darzubringen; jeweils abwechselnd Lotos oder Papyrus, den Symbolen als Wappenpflanzen für Ober- und Unterägypten.
Als Beiname führte Amenemope den Titel „Sohn des Kamutef“ und schützte als Acker-Gott das Wachstum der Pflanzen. Er garantierte die Fruchtbarkeit Ägyptens und trat zusätzlich als Helfer des Ackerbaus auf. Seit der 21. Dynastie ist die heilige Barkenfahrt des Amenemope von der Ost- auf die Westseite des Nils belegt.